# Hippolyte Noiret

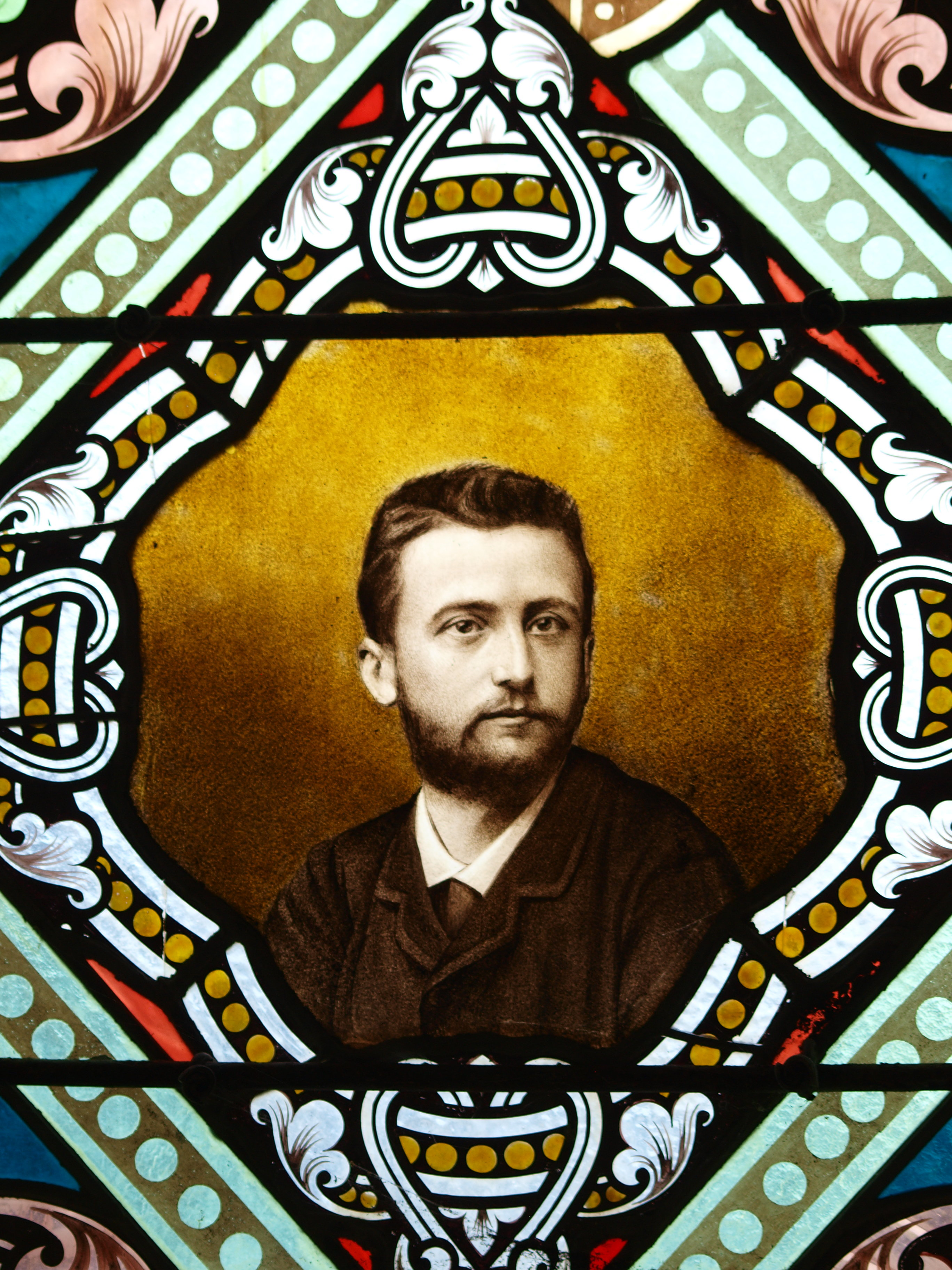
Glasfenster in der Kirche von Louvergny mit einem Porträt Noirets. Sein Vater stammte aus Louvergny und ließ das Glasfenster auf eigene Kosten anbringen (Foto von 2014)

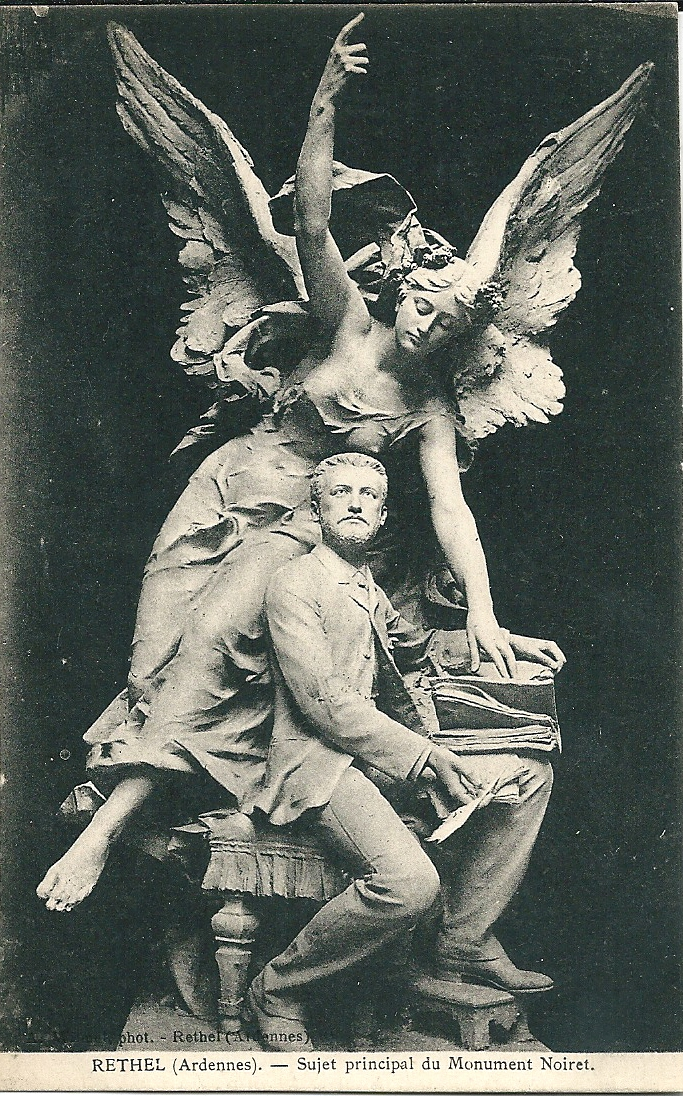
Grabdenkmal für Noiret auf dem Friedhof von Rethel (Postkarte von 1928)

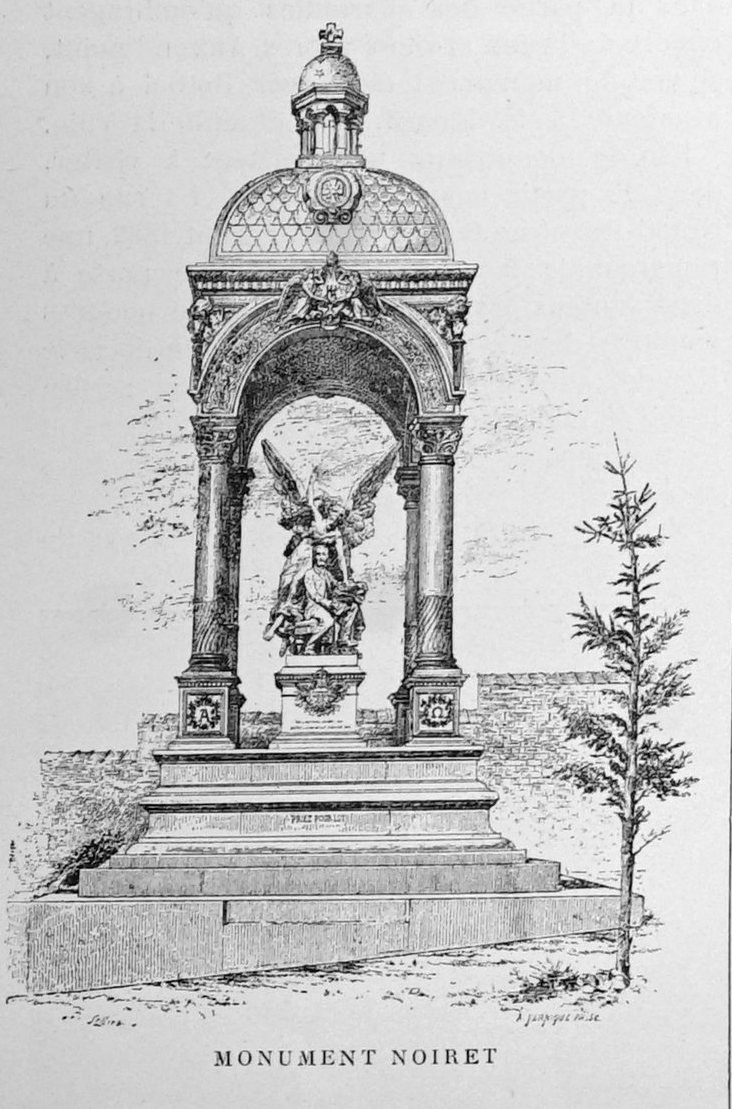
Monument Noiret, 1901

Hippolyte Noiret (* 22. Mai 1864 in Rethel; † 9. Januar 1888 in Venedig) war ein französischer Mittelalterhistoriker, der sich auf die Geschichte Kretas in der venezianischen Epoche spezialisiert hatte und bedeutende Quellenbestände edierte. Er starb bereits mit 23 Jahren.

## Leben und Werk
Hippolyte Noiret wurde am 22. Mai 1864 in Rethel im Département Ardennes als Sohn von Hippolyte Octave Noiret (1831–1912) geboren, der eine Spinnerei betrieb. Sein Vater war wohlhabend und einflussreich, von 1872 bis 1878 Bürgermeister von Rethel sowie Mitglied des Conseil général des Ardennes.
Hippolyte Noiret studierte an der École normale supérieure in Paris und wurde 1886 Mitglied der École française de Rome. Er starb am 9. Januar 1888 während eines Forschungsaufenthalts in Venedig an Typhus. 
Keine seiner Veröffentlichungen konnte er noch erleben. Von seiner Ausgabe von acht unedierten Briefen des Demetrios Chalkokondyles, eines griechischen Humanisten, Gelehrten und Professors für Gräzistik in Italien, korrigierte er noch die Druckfahnen. Sein Buch Lettres inédites de Michel Apostolis publiés d’aprés les manuscrits du Vatican avec des opuscules inédits du même auteur, von dem er bereits die ersten Druckfahnen in Händen gehalten hatte, erschienen erst vier Jahre nach seinem Tod. Michael Apostolios lebte um 1422 bis 1478. Er war ein Gelehrter, der ab etwa 1455 seinen Lebensunterhalt auf Kreta durch das Übersetzen griechischer Manuskripte verdiente. Zuvor waren schon 47 Briefe von Apostolios, dazu ein unvollständiger, veröffentlicht worden, doch hatte Noiret im Vatikan weitere 74 seiner Briefe entdeckt und zur Edition vorbereitet.
Die Herausgabe seines mehr als 600 Seiten umfassenden Hauptwerkes, der Documents inédits pour servir à l’histoire de la domination vénitienne en Crète de 1380 à 1485, tirés des archives de Venise erlebte er nicht mehr. In dem 1889 in Paris erschienenen Werk hatte Noiret sämtliche Einträge der Senatsbeschlüsse aus den Reihen Senato Misti, Register 40–60 (1385–1440) und Senato Mar, Register 1–12 (1440–1485) gesammelt, die sich auf Kreta bezogen.

## Rezeption
Sein Vater stiftete 1888 der École Normale Supérieure 20.000 Francs, mit denen ein nach seinem Sohn benanntes Stipendium vergeben werden sollte, die Bourse Hippolyte Noiret. 1893 stiftete der Vater eine nach ihm benannte Kinderkrippe in Rethel, 1898 ein nach ihm benanntes Altersheim in Fouilloy (Somme).
Seine Arbeit zu Kreta nannte Agostino Pertusi 1973 „la più pregevole raccolta di documenti cretesi“, ‚die wertvollste Sammlung kretischer Dokumente‘. Han Lamers widmete 2016 sein Werk Greece Reinvented. Transformations of Byzantine Hellenism in Renaissance Italy dem jung verstorbenen Wissenschaftler.

## Veröffentlichungen
- Huit lettres inédites de Démétrius Ohalcondyle, in: Melanges d’archéologie et d’histoire 7 (1887) 472–500. (Digitalisat)
- Lettres inédites de Michel Apostolis publiés d’aprés les manuscrits du Vatican avec des opuscules inédits du même auteur (= Bibliothèque des Écoles Françaises d’Athènes et de Rome Band 54), E. Thorin, Paris 1892. (Digitalisat)
- Documents inédits pour servir à l’histoire de la domination vénitienne en Crète de 1380 à 1485, tirés des archives de Venise (= Bibliothèque des Écoles Françaises d’Athènes et de Rome, 61), Thorin & fils, Paris 1889. (Digitalisat)